# Batalla de Ruspina
La batalla de Ruspina va ser un combat de la Segona guerra civil romana que va enfrontar al cap popular, Juli Cèsar, amb un dels dirigents dels optimats, Tit Labiè, antic lloctinent de Cèsar durant la Guerra de les Gàl·lies, a la localitat de Ruspina, situada a l'actual Tunísia.
La batalla va concloure amb una retirada de Cèsar i encara que alguns la consideren una gran derrota perquè Cèsar va patir més baixes que en la batalla de Dirràquium, el cert és que malgrat la clara inferioritat numèrica de les seves tropes, Cèsar va aconseguir mantenir la formació i recórrer els cinc kilòmetres que el separaven del seu campament a Ruspina, i en va evitar la destrucció.
Com a resultat, Cèsar es va reorganitzar i poc després derrotaria totalment als conservadors en la batalla de Tapsos.

## Batalla
Després de la gran victòria aconseguida per Cèsar a la batalla de Farsàlia, alguns dirigents conservadors com Cató el Jove, Quint Metel Escipió i Tit Labiè, es van replegar amb les seves tropes al nord d'Àfrica, per reorganitzar-se i seguir plantant cara al dictador.
En aquells temps, les legions de Cèsar estaven ja cansades de la guerra civil i dels impagaments dels seus sous i amenaçaven d'amotinar-se. Cèsar va acceptar a llicenciar als seus soldats, però deixant clar que això implicava que es quedarien sense el botí de guerra i davant d'això, els homes van tornar a l'obediència.
Cèsar desconfiava ara de la motivació dels seus soldats, així que va preparar un assalt immediat contra l'enemic. Va traslladar a 6 legions (20.000 legionaris, auxiliars, diversos milers d'arquers i foners) i 2.600 genets a Sicília i d'allí va saltar a Àfrica amb una força expedicionària per aixecar el seu camp base a Ruspina, a prop de l'actual Monastir (Tunísia), a uns 165 km al sud-est de l'actual Tunis.
Mentre esperava la resta de l'exèrcit i davant la necessitat de reunir aliments pels seus homes, Cèsar va sortir amb una força de 30 cohorts, uns 10.000 homes i 2.000 genets.

### Primera fase
De sobte, a uns cinc kilòmetres del campament, els exploradors de Cèsar van advertir que s'aproximava una gran força d'infanteria enemiga: eren les tropes pompeianes comandades per Labiè, uns 30.000 genets i infants númides. Conscient de la seva inferioritat, Cèsar va ordenar a la poca cavalleria que tenia i als seus arquers que sortissin del campament per donar suport a la infanteria.
Mentrestant, Labiè va desplegar les seves forces, que van resultar ser en gran part, cavalleria númida. Labiè havia avançat intercalant infanteria lleugera entre els seus genets per enganyar hàbilment als exploradors de Cèsar. Aquest havia disposat als seus homes en una llarga línia per evitar ser flanquejat, però va ser exactament això el que va succeir. La cavalleria de Labiè va atacar el centre de Cèsar amb ràpides càrregues i retirades, alhora que intentava rodejar als genets de Cèsar situats als flancs. Els legionaris van respondre com van poder, intentant perseguir l'enemic i amenaçant de trencar la formació.

### Segona fase
En un intent de reorganitzar als homes, Cèsar va ordenar primer que cap soldat s'allunyés més de quatre passes de la seva unitat, però després va passar a la defensiva ordenant que les tropes formessin en rotllana, per no oferir cap flanc als númides.
Al cap de poca estona, rodejat per tropes més nombroses i mòbils, Cèsar va córrer el risc i ordenà que els homes tornessin a formar aquest cop en línia doble, encarant direccions oposades. Aquesta maniobra era altament desaconsellada pels tàctics romans perquè requeria força temps, però els legionaris la van efectuar a la perfecció aconseguint allargar la línia de batalla.
En aquell moment, un segon contingent de cavalleria de Cèsar que encara era al campament, va aparèixer per trencar definitivament el cercle de Labiè. Els homes de Labiè van ser sorpresos i es van retirar a certa distància, fet que va aprofitar Cèsar per retornar al campament mantenint la formació.

### Tercera fase
Mentre les tropes de Cèsar tornaven al campament, Labiè va rebre reforços inesperats, uns 1.600 genets i més infants, comandats per Marc Petrei i Gneu Calpurni Pisó, que van ordenar un nou atac amb forces renovades. Malgrat tot, els legionaris de Cèsar van tornar a repel·lir l'atac i a més, tant Labiè com Petrei van caure ferits.
En la confusió que va seguir, Cèsar va ordenar un contraatac que va dispersar a l'enemic i els seus homes van poder retornar al campament.

## Conseqüències
Malgrat les quantioses baixes que va patir Cèsar, aquest va aconseguir prendre en tot moment les decisions tàctiques més encertades, aconseguint així evitar el que podia haver estat una autèntica massacre. Un cop al seu campament, Cèsar aconseguiria reunir fins a 45.000 soldats, amb el que va vèncer els seus oponents a la batalla de Tapsos.